# Neuroleon pauliani
Neuroleon pauliani är en insektsart som beskrevs av Auber 1957. Neuroleon pauliani ingår i släktet Neuroleon och familjen myrlejonsländor. Inga underarter finns listade i Catalogue of Life.